# La Düsseldorf
La Düsseldorf var et vesttysk krautrock-band, som blev dannet i 1975 i Düsseldorf af Klaus Dinger, Thomas Dinger og Hans Lampe. Bandet blev dannet efter at Neu! var gået i opløsning samme år. Bandet udgav tre album, og var aktivt frem til 1983, hvor de gik i opløsning. Bandet havde en genforening i starten af 2000'erne, dog uden at der blev udgivet noget nyt musik under bandets navn, hvilke især var på grund af problemer i forhold til rettighederne til navnet.
Bandet anses som et af de best betydelige bands i krautrock-genren. Bandet har været en inspirationskilde for flere kunstnere, mest kendt David Bowie, som beskrev La Düsseldorf som; 'soundtracket af 1980'erne'.

## Diskografi
- La Düsseldorf (1976)
- Viva (1978)
- Individuellos (1980)